# Lagro
Lagro est une municipalité située dans le comté de Wabash, dans l’État de l'Indiana, aux États-Unis. Lors du recensement de 2020, elle comptait 349 habitants.